# Мехмед Шериф Рауф паша
Мехмед Шериф Рауф паша (на османски турски: شريف محمد رؤف پاشا; на турски: Mehmed Şerif Rauf Paşa) е османски офицер и чиновник.

## Биография
Роден е в 1838 година в османската столица Цариград. Син е на босненския валия Осман Шериф паша. След като учи в Париж, работи в преводаческата канцелария. Служи като валия в Бейрут, Битлис, Ерзурум, Солун. В Солун, след Илинденско-Преображенското въстание, е антибългарски настроен и заповядва да не се приемат никакви оплаквания и никакви хора от провинцията.
След Младотурската революция в 1908 година е за кратко кмет на Цариград, а след това е валия в Алепо и Айдън.
В правителството на Ахмед Тевфик Окдай е министър на вътрешните работи. От февруари 1909 до 1912 година е главен комисар в Египет, от август до октомври 1919 г. - ръководител на Държавния съвет, а от септември 1919 г. – член на Парламента.